# Израйлевич, Леонид Иосифович
Леонид (Лев) Иосифович Израйлевич (20 апреля 1909, Ростов-на-Дону — 28 мая 1993, Ростов-на-Дону) — советский композитор и музыкальный педагог. Заслуженный деятель искусств Бурятской АССР (1963) и Тувинской АССР (1969). Заслуженный деятель искусств РСФСР (1979).

## Биография
Родился 20 апреля 1909 года в Ростове-на-Дону в семье ремесленника.
Выпускник Ростовского музыкального училища по классу трубы (1931). Работал в симфоническом оркестре Всесоюзного радио.
В 1940 году окончил Ленинградскую консерваторию (класс дирижирования Н. Михайлова и полифонии А. К. Буцкого).
В 1940 году был командирован Главным музыкальным управлением Всесоюзного комитета по делам искусств при Совнаркоме СССР для работы в Тувинской народной республике. Его усилиями были созданы военный духовой оркестр Народно-революционной армии, хор при Музыкально-драматическом театре. Годы работы в Туве стали важными для Л. И. Израйлевича, так как именно здесь он приобрел свой первый опыт в освоении национального своеобразия музыки азиатских народов.
После Тувинской Народной республики работал в Киргизии и Бурятии, возглавлял Бурятский ансамбль песни и танца, где также внёс свой вклад композиторского творчества для этих республик.
В 1949—1952 годах работал в Ростовском музыкальном училище, но в разгар антисемитской кампании по борьбе с «космополитами» вынужден был вернуться в Бурятию.
В 1955 году, возвратившись в родной Ростов-на-Дону, Л. И. Израйлевич обращается к донской тематике и казачьему песенному фольклору. С 1967 года преподавал в Ростовском музыкально-педагогическом институте (ныне Ростовская государственная консерватория имени С. В. Рахманинова) на кафедре духовых инструментов. В 1982 году утверждён в звании профессора. В 1960—1975 годах был заместителем председателя Ростовского отделения Союза композиторов РСФСР.
Творческая деятельность Л. И. Израйлевича была отмечена почётными званиями заслуженного деятеля искусств Бурятской АССР, Тувинской АССР, РСФСР.
Умер в Ростове-на-Дону 28 мая 1993 года.

## Награды и звания
- Орден Трудового Красного Знамени (30 июля 1990)[6]
- Заслуженный деятель искусств РСФСР (1979)
- Заслуженный деятель искусств Бурятской АССР(1963)
- Заслуженный деятель искусств Тувинской АССР (1969)
- Почётная грамота Тувинской Народной республики

## Сочинения
- песня «Тулчуушкунче!» («На бой!») на слова С. Пюрбю — боевой гимн тувинских добровольцев
- Киргизская увертюра
- Фантазия «Бурят-Монголия»
- хоровая легенда «Трубачи Первой Конной» на слова В. Саянова (1957)
- вокально-симфонические сочинения «Ты — кормилец, наш славный Тихий Дон»(1967)
- «Казачья слава» (1984)
- симфонический сказ «Азов-град»(1987)
- симфоническая трилогия «Сказ о Федоре Подтелкове», «Дума о Доне», «Родина»
- Тувинский танец с тарелочками для симфонического оркестра (1947)
- песня «Сердце арата»
- тувинская симфоническая сюита «Саянские кедры»(1974)
- «Межегей», «Саянская рапсодия» для скрипки с фортепиано
- «Тувинские акварели» для фортепиано
- детская опера «Охотник Кудер и лис Стоум» (1989)
- "Триптих" для трёх труб и литавр